# Arena (TV-oddaja)
Arena je bila pogovorna televizijska oddaja na TV Slovenija 1, ki je bila na sporedu od februarja 2022 do novembra 2023. Na sporedu je bila ob ponedeljkih ob 21. uri.

## Zgodovina
Prva oddaja je bila predvajanja v nedeljo, 27. februarja 2022, vodil jo je Igor Pirkovič. Prvotno je bila na sporedu v nedeljo po 20. uri.
Jeseni 2022 je v novi programski shemi oddaja Arena s ponovitvijo nadomestila ukinjeni Studio City. Ponovitve v ponedeljek ob 21. uri je kmalu v istem terminu zamenjala premierna oddaja v živo.
Jadranka Rebernik, odgovorna urednica v obdobju nastanka te oddaje, je 19. septembra 2023 odstopila s funkcije urednice. Dva dni kasneje, 21. septembra, je nova v. d. urednice Polona Fijavž odločila, da se oddaja preoblikuje in zamenja voditelja Igorja Pirkoviča in Vido Petrovčič. Od 25. septembra 2023 so oddajo vodili različni voditelji in novinarji, ukvarjala pa se s stanjem in sanacijo po poplavah v Sloveniji avgusta 2023.

## Sezone
| Sezona | Sezona | Epizode | Začetek sezone     | Konec sezone       |
| ------ | ------ | ------- | ------------------ | ------------------ |
|        | 1      | 17      | 27. februar 2022   | 10. julij 2022     |
|        | 2      | 15      | 28. avgust 2022    | 18. december 2022  |
|        | 3      | 25      | 9. januar 2023     | 3. julij 2023      |
|        | 4      | 4       | 28. avgust 2023    | 18. september 2023 |
|        | 5      | 9       | 25. september 2023 | 27. november 2023  |

Št. oddaj do vključno 27. novembra 2023.